# 柯士甸醫院
柯士甸醫院（英語：Austin Hospital）是澳洲維多利亞州墨爾本東北區海德堡的一所公立教學醫院，由柯士甸醫療管理。

## 教學及教育
柯士甸臨床學院於1967年10月招收醫學生。墨爾本大學隨後於柯士甸醫療開設內科系、外科系、精神病學系、心理學系和物理治療學系。其他大專院校合作包括皇家墨爾本理工大學及樂卓博大學的專職醫療計劃。柯士甸亦為蒙納殊大學、迪肯大學、斯威本理工大學、維多利亞大學及澳洲天主教大學的學生提供教學及訓練。

## 外部連結
- 官方网站
- Austin Health Research Online